# Cornelius Robinson
Cornelius Robinson (* 25. September 1805 in Wadesboro, Anson County, North Carolina; † 29. Juli 1867 nahe Benton, Lowndes County, Alabama) war ein amerikanischer Politiker aus dem 19. Jahrhundert.

## Werdegang
Cornelius Robinson war das sechste von acht Kindern von Tod und Martha Ann (Terry) Robinson aus Anson County. Später zog er nach Alabama, wo er 1836 Captain einer InfanterieKompanie wurde.
Nach der Sezession von Alabama 1861 wurde er in den Provisorischen Konföderiertenkongress gewählt, um die freie Stelle zu füllen, die durch den Rücktritt von John Gill Shorter entstand. Er nahm dort seine Stelle am 29. April 1861 ein und verblieb dort bis zu seinem Rücktritt am 24. Januar 1862.
Cornelius Robinson verstarb 1867 in Benton, Alabama und wurde anschließend dort auf dem Mt. Gilead Cemetery beigesetzt. Sein Sohn, Cornelius Robinson, Jr., diente während des Amerikanischen Bürgerkriegs als Offizier in der 46. Alabama Infanterie.